# Agelena tungchis
Agelena tungchis es una especie de araña del género Agelena, familia Agelenidae. Fue descrita científicamente por Lee en 1998.

## Distribución
Esta especie se encuentra en Taiwán.